# Maktub (film, 2011)
Pour le film de 2017, voir Maktub (film, 2017).
Pour plus de détails, voir Fiche technique et Distribution.
Maktub est un film espagnol réalisé par Paco Arango, sorti en 2011.

## Synopsis
Le mariage de Manolo part à vau l'eau, il ne s'entend pas avec ses enfants et déteste son travail.

## Fiche technique
- Titre : Maktub
- Réalisation : Paco Arango
- Scénario : Paco Arango
- Musique : Nathan Wang
- Photographie : Carlos Suárez
- Montage : Teresa Font
- Production : Paco Arango et María José Martínez
- Société de production : Calcón et Sonrisas que Hacen Magia Producciones
- Pays :  Espagne et  Argentine
- Genre : Comédie dramatique
- Durée : 113 minutes
- Dates de sortie : 
  -  Espagne : 16 décembre 2011

## Distribution
- Diego Peretti : Manolo
- Aitana Sánchez-Gijón : Beatriz
- Goya Toledo : Mari Luz
- Amparo Baró : Merche
- Rosa Maria Sardà : Guadalupe
- Mariví Bilbao : Puri
- Enrique Villén : Raimundo
- Andoni Hernández : Antonio
- Arón Piper : Iñaki
- Sara Jiménez : Elena
- Laura Esquivel : Linda
- Jorge Garcia : Carlos
- Oriol Tarrasón : Román
- Fátima Baeza : Marta
- Pere Brasó : Adrián
- Janfri Topera : Payaso
- Héctor Colomé : Paco
- José Luis Esteban : Francisco
- Marta Solaz : Ana
- Yolanda Font : Inés
- Eduardo Molina : Nico
- Aníbal Tártalo : Jacinto
- Puchi Lagarde : Eugenia

## Distinctions
Le film a été nommé pour trois prix Goya.